# Habitatge al carrer Major, 16 (Vinyols i els Arcs)
L'Habitatge al carrer Major, 16 és una obra de Vinyols i els Arcs (Baix Camp) protegida com a Bé Cultural d'Interès Local.

## Descripció
Casa entre mitgeres de planta baixa i dos pisos amb teulada a doble vessant i el carener paral·lel a la façana principal. A la planta baixa s'obre una gran porta d'arc de mig punt adovellada i en la dovella clau apareix la inscripció: "1728". A un nivell entremig entre les dues plantes inferiors s'obre un balcó amb barana de ferro forjat. Al primer pis hi ha dos balcons amb la barana igual a l'anterior. A l'últim pis s'obren tres finestres d'arc de mig punt, la del centre més ample que les laterals.